# 安部磯雄

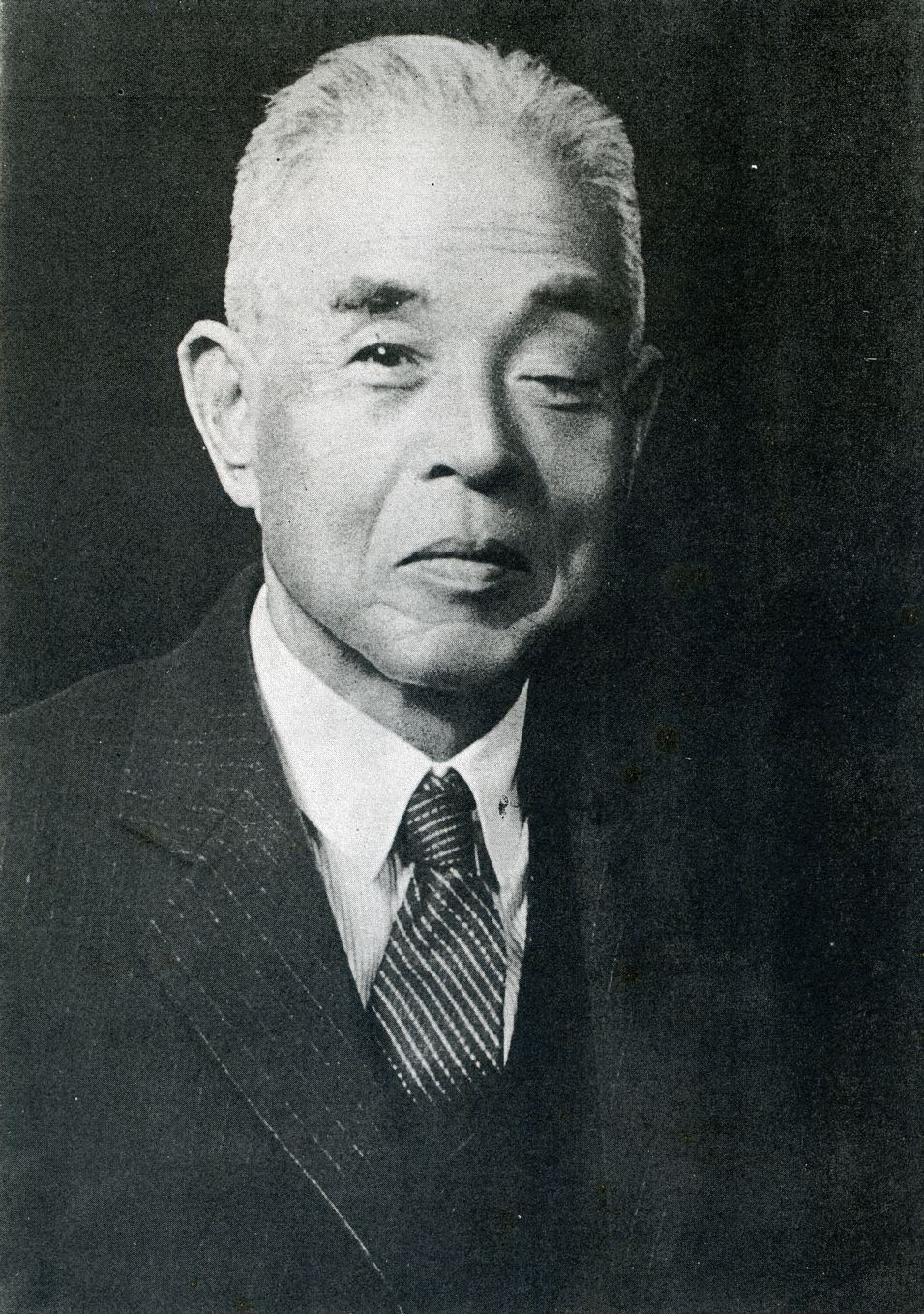
安部磯雄

安部磯雄（安部 磯雄，1865年2月4日—1949年2月10日），日本知名、政治家、基督教社會主義學者。致力於棒球的普及・發展。
生於福岡縣福岡市，1884年同志社大學畢業後，前往柏林洪堡大學等校攻讀，1895年學成返回日本後，就任東京專門學校教授（即早稻田大學）。之後他也從政，並當選五回眾議院議員，而其政治理論與他所學及提倡的社會主義均為一致。

## 外部連結
- 公娼制度廃止の請願（寒川ゆきえ、安部礒雄）：国立公文書館蔵（页面存档备份，存于）